# The Big Idea (film 1917)
The Big Idea è un cortometraggio muto del 1917 di Hal Mohr e Gilbert Pratt con Harold Lloyd.

## Trama
Impiegato in un negozio di antiquariato sull'orlo del fallimento, Harold ha una grande idea che gli permette di spostare le merci: potrà in questo modo salvare il negozio e avere buone chance nel conquistare la ragazza.

## Produzione
Il film fu prodotto da Hal Roach per la Rolin Films. Venne girato dal 2 al 9 ottobre 1917.

## Distribuzione
Distribuito dalla Pathé Exchange, il film - un cortometraggio in una bobina - uscì nelle sale cinematografiche USA il 30 dicembre 1917.